# Ceratocephala edmondsi
Ceratocephala edmondsi är en ringmaskart som beskrevs av Hartman 1954. Ceratocephala edmondsi ingår i släktet Ceratocephala och familjen Nereididae. Inga underarter finns listade i Catalogue of Life.